# مهدی طغیانی
مهدی طغیانی (زادهٔ ۱۳۶۰) سیاستمداراصولگرا و نماینده مردم اصفهان و ورزنه در مجلس شورای اسلامی و عضو هیئت علمی گروه اقتصاد دانشگاه اصفهان است. وی موفق شد در یازدهمین و دوازدهمین انتخابات مجلس شورای اسلامی و که در تاریخ ۲ اسفند ۱۳۹۸ و ۱۱ اسفند ۱۴۰۲ برگزار شد با کسب ۱۸۸ هزار و ۳ رای و ۱۱۲ هزار و ۱۹۶ رای، از حوزه انتخابیه اصفهان و ورزنه از استان اصفهان انتخاب گردد و به مجلس راه یابد. وی عضو هیأت رئیسه و نایب رییس اول کمیسیون اقتصادی و همچنین عضو کمیسیون ویژه جهش تولید و اجرای سیاستهای کلی اصل ۴۴ مجلس شورای اسلامی است.

## سوابق
- عضو مجمع اصولگرایان اصفهان
- مجری طرح تدوین الگوی اسلامی ایرانی تعلیم و تربیت اقتصادی
- عضو گروه اقتصاد سازمان پژوهش و برنامه‌ریزی آموزشی وزارت آموزش و پرورش
- مدیر مؤسسه فرهنگی هنری تربیت اقتصاد حکیم (مفتاح) مستقر در مرکز رشد و کارآفرینی دانشگاه اصفهان
- تهیه اولین بسته منسجم آموزش اقتصادی و مالی در ایران با عنوان «اقتصاددان کوچک» برای کودکان ۶ تا ۹ سال[۴]
- سخنگوی کمیسیون اقتصادی مجلس شورای اسلامی
- رییس فراکسیون تولید و فضای کسب و کار
- نایب رییس فراکسیون اقتصاد دیجیتال و حکمرانی داده
- نماینده ناظر مجلس شورای اسلامی در هیأت عالی واگذاری
- نماینده ناظر مجلس در شورای اقتصاد
- نماینده ناظر مجلس در شورای رقابت
- نایب رییس اول کمیسیون اقتصادی مجلس شورای اسلامی
- عضو ناظر مجلس در مجمع عمومی صندوق تأمین خسارت‌های بدنی

## دیدگاه‌ها
- متأسفانه پروژه‌های آبخیزداری عملا تالاب‌های مرکز کشور را از بین برد و از پرشدن آن‌ها جلوگیری کرد. تالاب گاوخونی یکی از این موارد است.[۵]

## تألیفات
- کتاب «اقتصاد تحریم، مبانی نظری و تاریخچه تحریم در جهان و ایران»، انتشارات سازمان پدافند غیرعامل با همکاری دانشگاه اصفهان، پاییز ۱۳۹۳
- کتاب «مبانی نظری دفاع اقتصادی»، انتشارات سازمان پدافند غیرعامل با همکاری دانشگاه اصفهان، پاییز ۱۳۹۴
- کتاب «احکام کسب و کار در اسلام»، انتشارات طلایی، پاییز ۱۳۹۴
- کتاب «اقتصاد وقف و خیریه»، انتشارات دانشگاه امام صادق، زمستان ۱۳۹۵
- کتاب «تعلیم و تربیت اقتصادی»، انتشارات دانشگاه امام صادق، ۱۳۹۵[۶]
- کتاب «برداشتی نوین از اقتصاد در قرآن کریم»، انتشارات مفتاح حکیم، ۱۳۹۷.
- کتاب «اقتصادیار کوچک ۱و ۲»، انتشارات مفتاح حکیم، ۱۳۹۸.
- کتاب «مقدمه ای بر مالی اسلامی»، انتشارات دانشگاه امام صادق، ۱۳۹۸.
- کتاب «سرمایه های ماندگار» ، انتشارات بنیاد آلاء، ۱۳۹۹.